# Данте Паріні
Данте Паріні (італ. Dante Parini; Мілан, 1890 - 1969, там само) - італійський скульптор кінця початку XX століття  . Народився в Мілані, спеціалізувався на бронзовій скульптурі зображують популярних особистостей герої світових воєн і відомих людей .
Паріні навчався в Академія Брера під керівництвом майстрів, таких як Енріко Бутті .

## Доробок
- Monumento ai Caduti di piazza Gran Paradiso , пам'ятник в пам'ять полеглих солдатів війни - Niguarda (1924), Piazza Gran Paradiso, Мілан.
- Могильний пам'ятник - пам'ятник родині Biotti Natoli , (1925), злитий працює на "Fonderia artistica Battaglia", Cimitero monumentale di Milano.
- I Caduti di Niguarda , пам'ятник на згадку про загиблих Тарквінія.
- Monumento ai caduti , пам'ятник на згадку про загиблих Індуно-Олона.
- Monumento ai caduti , monumento in memoria dei Caduti di Брузімпьяно, мідна скульптура на кам'яному фундаменті.
- Портрет Вісконті, Бьянка Марія , мармуровий бюст, Raccolte d'arte dell'Ospedale Maggiore Мілан, 1941, 53 cm x 37 cm x 73 cm, куратор мистецтва Luciano Caramel [3]
- Могильний пам'ятник - пам'ятник родині Pini-Defendini, желатин бромід срібла / папір, Cimitero monumentale di Milano, 1925-1940, 18 x 24.

## Зв'язку
- Fontana-monumento ai Caduti, in memoria dei Caduti di Niguarda (1924), Piazza Gran Paradiso, Milano.
- Monumento in memoria dei Caduti di Tarquinia, (1924).
- Monumento ai caduti, monumento in memoria dei Caduti di Induno Olona, (1924).
- Monumento ai caduti, monumento in memoria dei Caduti di Brusimpiano, scultura in rame su base in pietra, (1924).
- Ritratto di Bianca Maria Visconti, Busto in marmo, Raccolte d'arte dell'Ospedale Maggiore Milano, (1941), 53 cm x 37 cm x 73 cm, curatore Luciano Caramel[1].
- Monumento sepolcrale - Monumento Famiglia Pini-Defendini, gelatina bromuro d'argento/carta, Cimitero monumentale di Milano, 1925-1940, 18 x 24.